# Сан-Жуан-Батишта-де-Айран
Сан-Жуан-Батишта-де-Айран (порт. São João Baptista de Airão)  —  район (фрегезия) в Португалии,  входит в округ Брага. Является составной частью муниципалитета  Гимарайнш. Находится в составе крупной городской агломерации Большое Минью. По старому административному делению входил в провинцию Минью. Входит в экономико-статистический  субрегион Аве, который входит в Северный регион. Население составляет 886 человек на 2001 год. Занимает площадь 2,82 км².
Покровителем района считается Иоанн Креститель (порт. São João Baptista). 